# Le Guide du voyageur galactique (fictif)
Pour les articles homonymes, voir Le Guide du voyageur galactique.
Le Guide du voyageur galactique (The Hitchhiker's Guide to the Galaxy) est un livre fictif imaginé par l'écrivain britannique Douglas Adams dans sa saga du même nom. Élément central de la série, dans laquelle il sert de fil rouge, c'est un objet électronique, connecté au réseau Sub-Ether et utilisé aussi bien en tant qu'encyclopédie qu'en tant que guide de voyage. Très apprécié des astrostoppeurs, en complément d'un poisson Babel et d'une serviette, il est introduit de manière quasiment identique dans les différentes adaptations de l'œuvre, dont le prologue du premier tome :

« C'était sans doute l'ouvrage le plus remarquable jamais publié par les éditeurs de la Petite Ourse. […] Auprès de bon nombre de civilisations parmi les plus peinardes des confins orientaux de l'anneau galactique, Le Guide du voyageur galactique a même supplanté la grande Encyclopædia galactica comme dépositaire classique de la sagesse et de la connaissance. […] Primo, il est légèrement moins cher et, secundo, sur sa couverture on peut lire en larges lettres amicales la mention : PAS DE PANIQUE »

— Douglas Adams, The Hitchhiker's Guide to the Galaxy
Dans les adaptations audio et vidéo du Guide du voyageur galactique, le Guide est généralement interprété en voix-off. Peter Jones est le premier acteur a lui avoir prêté sa voix, dans le premier feuilleton radio en 1978. Il reprend son rôle dans le vinyle, la seconde phase du feuilleton radio et la série télévisée. En 2004, pour les phases trois à cinq du feuilleton, le rôle est assuré par William Franklyn. Pour l'adaptation cinématographique de 2005, la voix du Guide est confiée à Stephen Fry. Dans les versions visuelles de l'œuvre, la voix off est souvent accompagnée d'animations graphiques, réalisées par Rod Lord pour la série télévisée et par le collectif Shynola (en) pour le film.
En avril 1999, Douglas Adams lance avec sa compagnie The Digital Village le site web h2g2.com, une encyclopédie collaborative en ligne inspirée du Guide (« The guide to life, the universe and everything, written by you »). Le site est racheté par la BBC en 2001 et redevient indépendant en 2011.

## Détails
Le Guide est le livre le mieux vendu dans la galaxie et il est commercialisé par les éditions Megadodo. Les bureaux du Guide couvrent une grande surface de la Petite Ourse Beta. Lors de la visite de Zaphod Beeblebrox, qui cherche à rencontrer Zarniwoop (un rédacteur du Guide), les bureaux sont attaqués sur ordre du Gouvernement galactique, qui cherche à punir Beeblebrox.